# Elisabeth Jungmann
Elisabeth Jungmann (verheiratete Beerbohm, geboren 1894 in Lublinitz; gestorben am 28. Dezember 1958 in Rapallo) war eine deutsche Übersetzerin und Sekretärin.

## Leben
Die Tochter des jüdischen Paares Adolf und Agnes Jungmann wurde in Oberschlesien geboren. Ihre Geschwister hießen Otto und Eva Gabriele, später eine Historikerin und Soziologin.
Während des Ersten Weltkriegs diente Jungmann als Krankenschwester im Deutschen Heer. Von 1922 bis 1933 war sie die „Helferin“ Gerhart Hauptmanns in seinem Haus „Wiesenstein“: Sie übersetzte seine Werke in Englische, nahm seine Diktate auf, las vor, verwaltete seinen Haushalt, führte die Korrespondenz und begleitete die Familie auf ihren Reisen.
Auf Hiddensee, wo Hauptmann seine Sommerresidenz hatte, lernte sie Rudolf G. Binding kennen. Hauptmann erkannte, dass sich seine Sekretärin zu ihm hingezogen fand, und entließ sie in seine Dienste. Sie zog zu ihm an den Starnberger See. Binding hoffte, sie ehelichen zu können, was aber durch die Nürnberger Rassengesetze 1935 unmöglich wurde. Trotz ihrer Gefährdung trennte er sich bis zu seinem Tod im Jahre 1938 nicht mehr von ihr und widmete ihr den Gedichtzyklus Nordische Kalypso. Seine Prominenz schützte die Geliebte, die nach seinem Tod mittellos wurde. Kurz vor dem Ausbruch des Zweiten Weltkriegs gelang Jungmann mithilfe von Hermann Georg Fiedler, Professor für deutsche Literatur und Sprache an der Universität Oxford und Bekannter Gerhart Hauptmanns, die Emigration nach England.
Bereits 1927 hatte Jungmann Max Beerbohm in Rapallo als Übersetzerin bei einer Begegnung im Dienst Hauptmanns kennengelernt und konnte ihn nun ansprechen. Er kondolierte ihr auch zu dem Tod ihrer Mutter im KZ Auschwitz. Sie arbeitete im Krieg als Assistentin im Jewish Central Information Office in London, dann für das Political Intelligence Department. Nach dem Krieg blieb sie in London und arbeitete für die Control Commission for Germany and Austria. In dieser Funktion half sie im Nachkriegsdeutschland beim Wiederaufbau des Erziehungswesens. Beerbohm befürwortete ihre britische Staatsbürgerschaft. Sie besuchte ihn jeden Sommer in seinem italienischen Sommerhaus in Rapallo. 
1951 starb Florence Kahn, die Frau Beerbohms. Jungmann übernahm die Bestattungszeremonie und wurde zu Beerbohms Vertrauten. Als Gastgeberin empfing sie an seiner Seite zahlreiche Gäste, darunter den in der Nähe lebenden Ezra Pound sowie Somerset Maugham, John Gielgud, Laurence Olivier oder Truman Capote.
Kurz vor seinem Tod heiratete Jungmann Beerbohm am 20. April 1956, sodass sie ihn nach italienischem Recht beerben durfte. Einen Monat später starb er, sie wurde seine Nachlassverwalterin. Die Nachfolge nach ihrem eigenen Tod trat zwei Jahre später ihre Schwester an.
Sie war auch kurzzeitig die Sekretärin T. S. Eliots.